# Urteagtig
Urteagtige planter er planter, der ikke har en forveddet stængel. Det betyder, at alle overjordiske dele dør væk om vinteren, sådan at de urteagtige planter kun overlever ved hjælp af de underjordiske dele.
De urteagtige kan være énårige som f.eks.
- Enårig Rapgræs (Poa annua)
- Korn-Valmue (Papaver rhoeas)
- Almindelig Ært (Pisum sativum)

- eller de kan være toårige som f.eks.
- Mælkebøtte ((Taraxacum vulgare)
- Vild Kørvel (Anthriscus sylvestris)
- Rødbede (Beta vulgaris var. conditiva)

- eller de kan være flerårige (stauder) som f.eks.
- Stor Nælde (Urtica dioica)
- Knoldet Mjødurt (Filipendula vulgaris)
- Have-Rabarber (Rheum rhabarbarum)